# 贝尔 (加利福尼亚州)
贝尔（英語：Bell），是美国加利福尼亚州洛杉矶县下属的一座城市。建市于1927年11月7日，面积大约为2.5平方英里（6.5平方公里）。根据2010年美国人口普查，该市有人口35,477人。